# Disociación (química)
Disociación en química es un proceso general en el cual complejos, moléculas y/o sales se separan en moléculas más pequeñas, iones o radicales, usualmente de manera reversible. Disociación es lo opuesto de la asociación, síntesis química o a la recombinación.
Cuando un ácido de Brønsted-Lowry se pone en el agua, un enlace covalente entre un átomo electronegativo y un átomo de hidrógeno se rompe por la fisión heterolítica, lo que da un protón y un ion negativo.
El proceso de disociación es frecuentemente confundido con el de descomposición.

## Constante de disociación

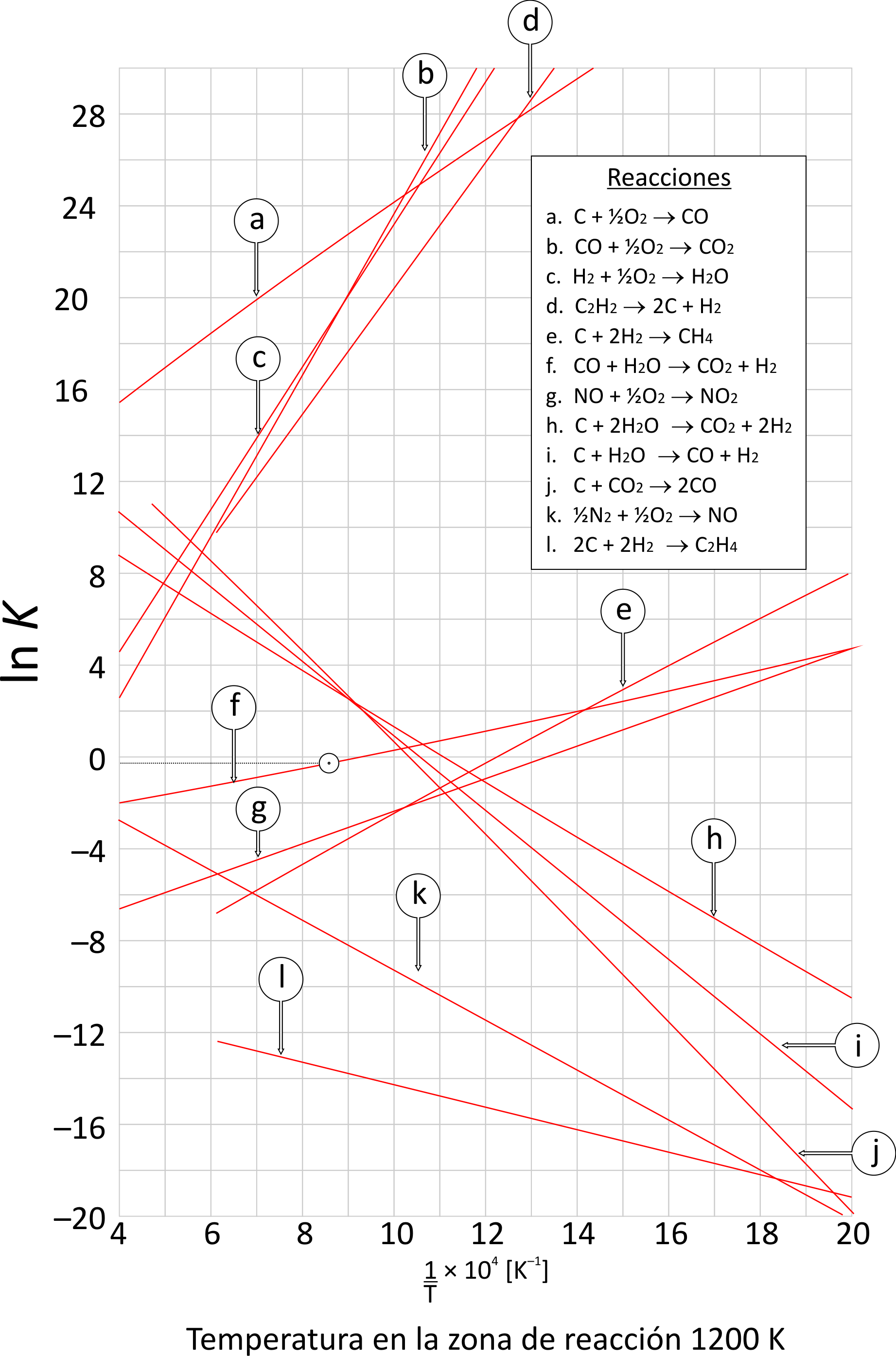
Constantes de disociación. Fuente: adaptada de J.M. Smith, H. C. Van Ness, M. M. Abbott. Introducción a la Termodinámica en Ingeniería Química. Quinta edición. Ciudad de México : s.n., 1997.

Para disociaciones reversibles en equilibrio químico.
{\displaystyle {\ce {AB <=> A + B}}}
La constante de disociación Kc es la relación del componente disociado con respecto del asociado.
{\displaystyle K_{c}={\frac {[A]\cdot [B]}{[AB]}}}

### Sales
La disociación en sales por  solvatación en un solvente como agua significa la separación de los aniones y cationes. La sal puede recuperarse por la evaporación del solvente o por cristalización al reducir la temperatura.

### Ácidos
La disociación de los ácidos en una solución significa la liberación de un protón H+, este es un proceso de equilibrio, esto quiere decir que disociación y la recombinación ocurren al mismo tiempo con la misma velocidad. La constante de disociación de los ácidos Ka indica qué tan fuerte es un ácido, los ácidos fuertes poseen una Ka de mayor valor (por lo tanto menor pKa). El estudio de estos equilibrios se llama Equilibrio ácido-base.

## Grado de disociación
El grado de disociación, α, se define como el cociente entre la cantidad de sustancia disociada, respecto de la cantidad de sustancia inicial o total. Estas cantidades de sustancia se miden en moles, o en cualquier magnitud proporcional a los moles: masa, volumen de gas medidos en iguales condiciones...
{\displaystyle \alpha \ ={\rm {\ {\frac {cantidad\ de\ sustancia\ disociada}{cantidad\ de\ sustancia\ total}}}}}
Suele darse en forma de porcentaje o de tanto por ciento:
{\displaystyle \alpha _{\%}\ ={\rm {\ {\frac {cantidad\ de\ sustancia\ disociada}{cantidad\ de\ sustancia\ total}}\cdot \ 100}}}
Así por ejemplo, si calentamos 140 gramos de yoduro de hidrógeno y al alcanzar el equilibrio, sólo quedan 75 g, se deduce que se han disociado 140g - 75 g = 65 g.
Y por tanto, el grado de disociación (%) será {\displaystyle \alpha _{\%}\ =\ {\frac {65\ g}{140\ g}}\cdot \ 100\ =\ 46,4\ \%}

## Fragmentación
La fragmentación de una molécula puede darse por heterólisis u homólisis.
- Ruptura o disociación heterolítica: HCl → H+ + Cl-
- Ruptura o disociación homolítica: Cl2 → Cl· + Cl·

## Polímeros
Los polímeros que no son capaces de disociarse deben ser solubles en un determinado disolvente, generalmente agua; allí pueden separarse en iones, donde generalmente se forman polielectrolitos como los ácidos nucleicos (naturales) o poli(ácido acrílico) o el Poli(ácido metacrílico) (sintéticos). El conocimiento sobre los polielectrolitos es escaso debido a su complejo química.

## Disociación del agua
Las propiedades de las disoluciones dependen del equilibrio del solvente, las disoluciones acuosas dependen del equilibrio de la disociación del agua. El agua, el disolvente universal, tanto en fase líquida y pura como actuando de disolvente subsiste en un estado de equilibrio dinámico transformándose el agua en protones, proton: H+ e hidroxilo: OH-
{\displaystyle {\rm {H_{2}O_{(aq)}\rightleftharpoons {H^{+}}_{(aq)}+{OH^{-}}_{(aq)}}}}
Donde aq significa acuoso.
Esta disociación, en dirección a la derecha ocurre únicamente hasta que el equilibrio se alcanza, después ocurre en ambas direcciones a la misma velocidad. Aproximadamente una de cada 500 millones de moléculas de agua se disocia. La ecuación se puede escribir igual que la de cualquier disociación:
{\displaystyle K_{c}={\rm {\frac {[H^{+}]\cdot [OH^{-}]}{[H_{2}O]}}}}
Siendo Kc la constante de disociación del agua, debido a que la disociación es prácticamente siempre la misma, se puede combinar con una nueva constante Kw:
{\displaystyle K_{c}\cdot \mathrm {[H_{2}O]} {=K_{w}=}{\rm {{[H^{+}]\cdot [OH^{-}]}=1,0\cdot 10^{-14}}}}